# اسمورگسبورد

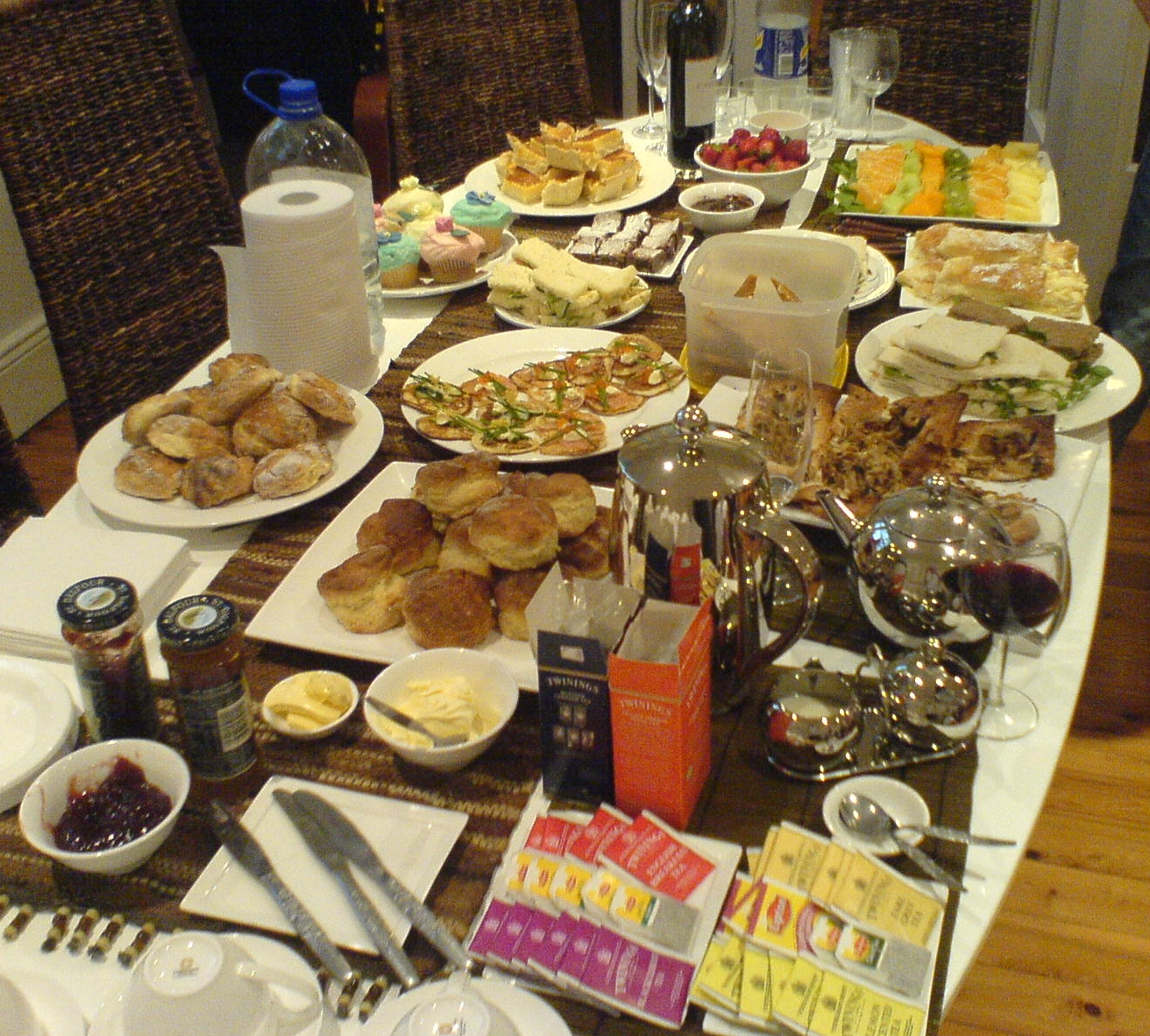

اسمورگِسبورد (به انگلیسی: Smörgåsbord) بوفه‌ای از اردروها و انواع خوراک‌های گرم و سرد و سالادهای اسکاندیناویایی است.